# Cyclidiellus velutinus
Cyclidiellus velutinus är en skalbaggsart som beskrevs av John Obadiah Westwood 1874. Cyclidiellus velutinus ingår i släktet Cyclidiellus och familjen Cetoniidae. Inga underarter finns listade i Catalogue of Life.